# Piero Bianconi
Pour les articles homonymes, voir Bianconi.
Piero Bianconi, né à Minusio le 1er juin 1899 et mort à Minusio le 5 juin 1984, est un écrivain et enseignant suisse italien.

## Biographie
Piero Bianconi a étudié à Fribourg, puis a séjourné à Florence et Rome, avant de retourner dans le canton du Tessin où il a enseigné à la Scuola Magistrale (Haute école pédagogique) de Locarno et au lycée. Il est mort victime d'un accident de la route.

## Publications
- Ritagli, Bellinzone, Istituto Editoriale Ticinese, 1943
- Il cavallo Leopoldo : ritratti e ricordi, Locarno, Carminati, 1951
- Ossi da mordere, Lugano, Ed. del Cantonetto, 1963
- Gocce sui fili, Lugano, Ed. del Cantonetto, 1963
- L'Alberelle di San Lorenzo, Lugano, Ed. del Cantonetto, 1966
- Le soste del sedentario, Chiasso, Elvetica, 1968
- L'Arbre généalogique, Lausanne, Éd. de l'Aire, 1989 (Albero genealogico, Lugano, Pantarei, 1969)
- Diario del rimorso : 1975-1977'', Locarno, Dadò, 1979